# Hirose Gyokusō

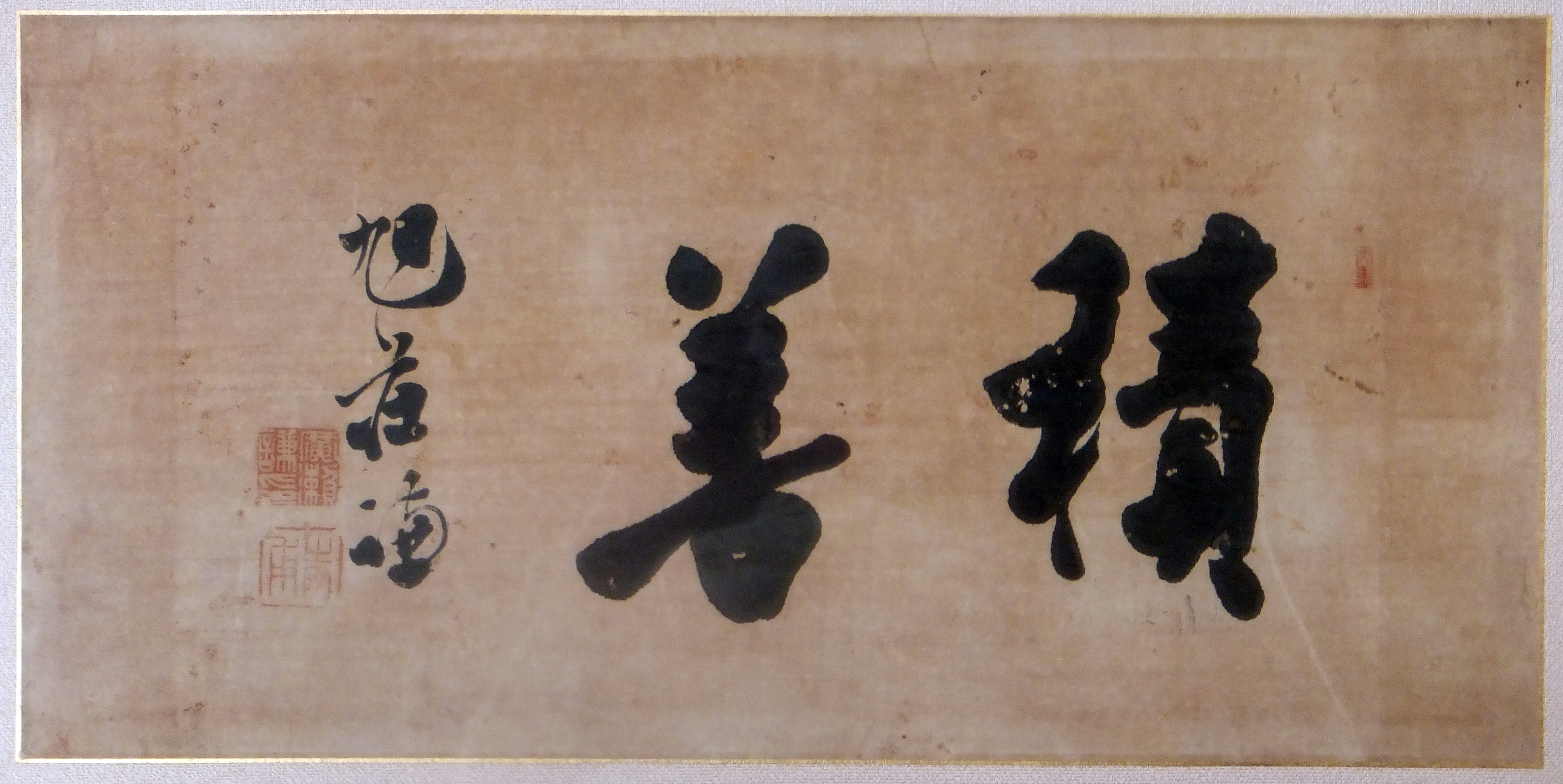
Gerahmte Horizontal-Kalligraphie (yokogaku) von Hirose Gyokusō: sekizen, Ansammeln guter Taten

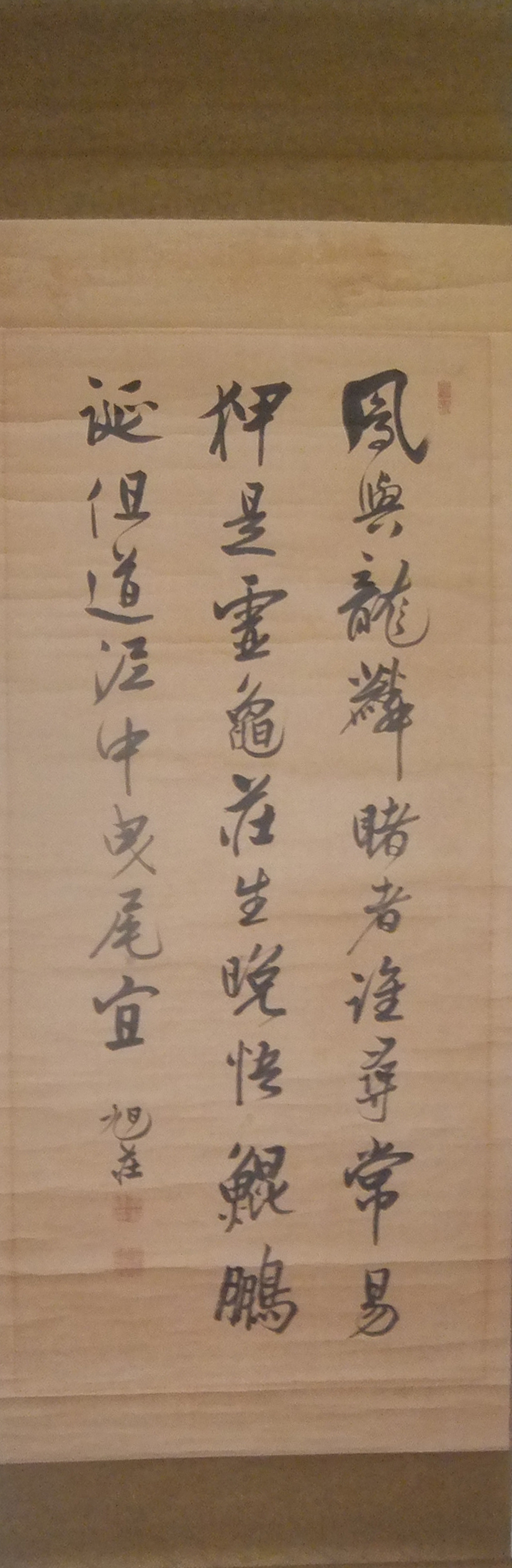
Hängerolle geschrieben und signiert von Hirose Gyokusō

Hirose Gyokusō (jap. 広瀬 旭荘) (* 22. Juni 1807 in der Siedlung Mameda-machi, Landbezirk Hita, Provinz Bungo (heute Teil der Stadt Hita, Präfektur Ōita), Japan; † 29. September 1863 in Ikeda (heute die Stadt Ikeda bei Osaka)) war ein neokonfuzianischer Gelehrter und Dichter, der sich auch als Pädagoge einen Namen machte.

## Leben
Gyokusō wurde in der direkt der Tokugawa-Regierung unterstellten Domäne Hita als dritter Sohn einer wohlhabenden Kaufmannsfamilie geboren. Unter seinen Brüdern ragt Hirose Tansō (1782–1856) heraus, der 1805 die neokonfuzianische Privat-Akademie Kangien (咸宜園) gegründet hatte. 1817 trat der zehnjährige Gyokusō in diese Akademie ein, die damals noch Keirin-en(sō) (桂林園（荘）) hieß. Drei Jahre darauf half er unter seinem Bruder Kyūbē (久兵衛, 1790–1871) bei den Handelsgeschäften der Familie. Auf Anraten des Vaters wurde er jedoch 1823 von dem beträchtlich älteren Tansō adoptiert und widmete sich nun erneut den klassischen Studien, die er 1825 bei dem Neokonfuzianer Kamei Shōyō (亀井 昭陽, 1773–1836) in Edo fortführte. Tief beeindruckt von Gyokusōs profundem Wissen und phänomenalem Gedächtnis überließ Kamei diesem schon bald den Betrieb der Schule. Doch nach zwei Jahren kehrte Gyokusō in die Heimat zurück und übernahm die Leitung der Akademie anstelle seines erkrankten Bruders.
1828 gründete Gyokusō in Ukidono (浮殿, Provinz Buzen) erstmals eine eigene Schule, gab diese jedoch zwei Jahre darauf wieder auf, um erneut die Leitung der Akademie Kangien zu übernehmen. 1834 starb der Vater. 1836 ging Gyokusō nach Sakai (heute in der Präfektur Osaka), um dort eine Schule zu eröffnen. Nach sieben Jahren wurde diese geschlossen. Es folgte eine weitere Schulgründung in Edo, doch infolge von Krankheit, des Todes seiner Frau und Diebstahl türmten sich gewaltige Schulden auf. 1846 kehrte er nach Osaka zurück und eröffnete dort erneut eine Schule. Es gelang ihm, bis 1851 den Schuldenberg von rund 600 ryō abzutragen.
Gyokusō starb 1863 im Landbezirk Ikeda im Alter von 57 Jahren. Sein Grab befand sich zunächst im Shitennō-Tempel zu Osaka, wurde dann aber nach Hita verlegt.
Gyokusō war ein geselliger Mensch, der gerne reiste und mit zahlreichen Gelehrten der klassischen Studien ebenso Umgang pflegte wie mit den Anhängern der Hollandkunde (Rangaku). Seine chinesischen Gedichte zählen zu den herausragenden japanischen Werken dieser Gattung. Als Pädagoge vermied er jeglichen Zwang zu starren Normen und legte großen Wert auf die Individualität seiner Schüler. Im Gegensatz zu den klar und ruhig komponierten Werken seines ebenfalls begnadeten Bruders Tansō zeigen Gyokusōs Werke eine stark schwankende Emotionalität gepaart mit geistreichem Witz. Sein im Alter von 27 Jahren begonnenes Tagebuch (日間瑣事備忘, Nikkan saji bibō), das er bis kurz vor seinem Tode führte, zählt heute zu den wichtigen Quellen der späten Edo-Zeit.

## Werke (Auswahl)
- Baiton shishō (梅墩詩鈔)
- Kyūkei sōdō keihitsu (九桂草堂随筆)
- Min-shi shōhi (明史小批)
- Tosetsu (塗説)
- Hirose Gyokusō zenshū [Gesamtwerk von Hirose Gyokusō]. Kyōto: Shibunkaku Shuppan, 1982ff. (『廣瀬旭荘全集』京都：思文閣出版)